# Carpow-Einbaum
Beim Carpow-Einbaum (englisch Carpow logboat oder Carpow dug-out) handelt es sich um ein spätbronzezeitliches Boot aus der Zeit um 1000 v. Chr., das 2001 im Süden Schottlands bei Carpow Bank, nahe Abernethy im Fluss Tay entdeckt wurde. Es wurde 2006 binnen zehn Tagen ausgegraben und befindet sich im Museum von Perth.
Erste Radiokarbondatierungen bestimmten den Zeitrahmen, in dem der Einbaum hergestellt wurde zwischen 1260 bzw. 1130 und 910 v. Chr. Das im von den Gezeiten überfluteten Schlick schwer zu bergende Boot stellte sich als ein über 9,0 m langes Boot heraus, das aus einem einzigen Eichenstamm gefertigt war. Am Heck des Carpow-Einbaums ließen sich Erhöhungen für die Füße und eine Art Sitzbank nachweisen, um ein leichteres Rudern zu ermöglichen.

## Untersuchungen, Bergung, Konservierung
2002 und 2003 begannen erste Untersuchungen. Bei der zweiten Grabung tauchte für wenige Minuten das ansonsten im Wasser liegende Heck des Bootes auf, wobei Fotografien erstellt wurden. Dabei stellte sich heraus, dass der Einbaum nicht nur eines der ältesten Boote Schottlands war, sondern dass sein Erhaltungsgrad den der anderen überragte. Nach ersten kleinen Grabungen wurde das Boot mit Sandsäcken vor weiterer Erosion geschützt.

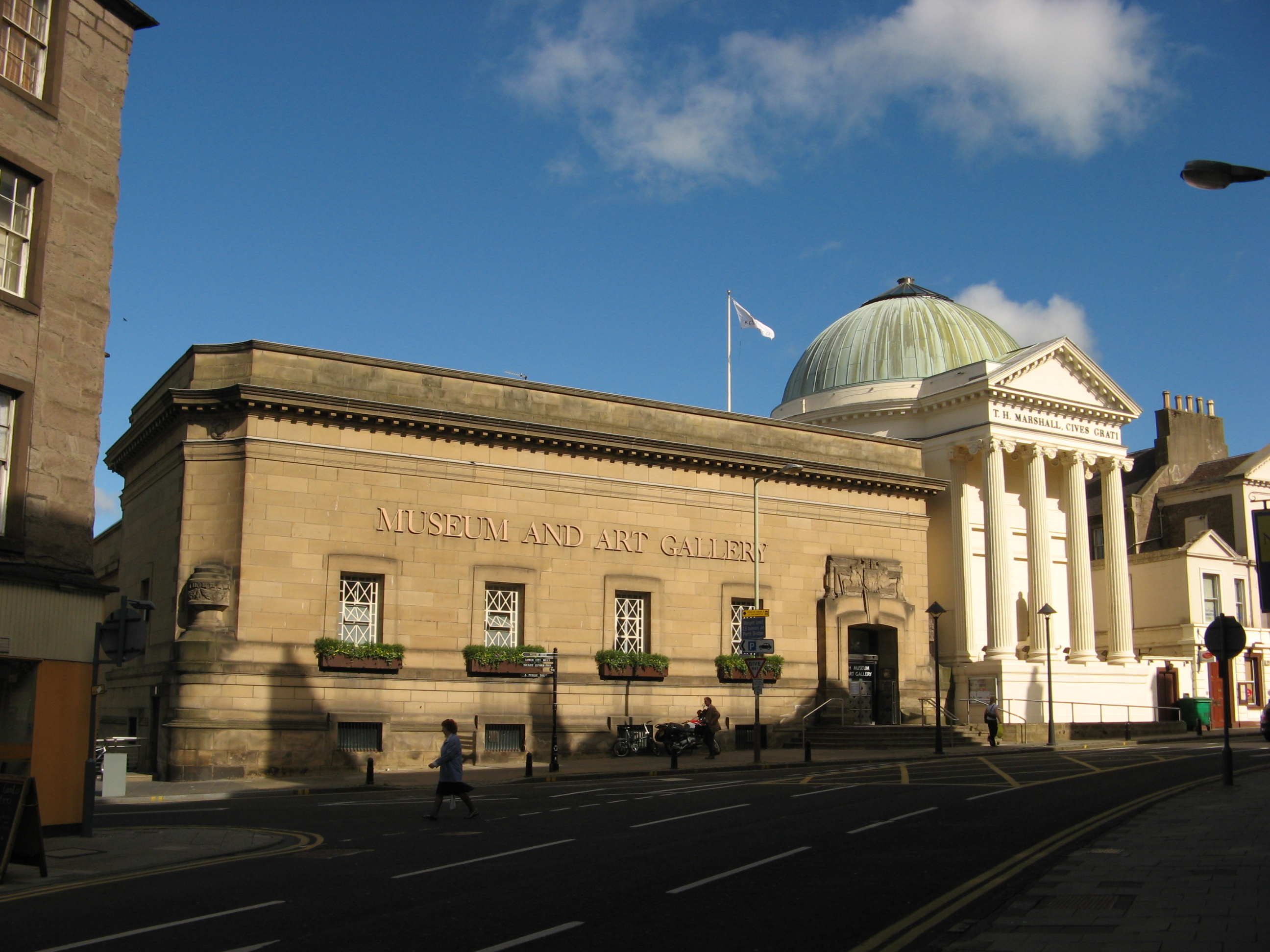
Ausstellungsort des Einbaums, das Perth Museum and Art Gallery

2004 übernahm der Perth and Kinross Heritage Trust die Bergung. Die Konservierung übernahm das National Museum of Scotland. Ausstellungsort sollte das Perth Museum and Art Gallery in Perth werden. Die Bergung begann 2006. Es folgte die Konservierung.

## Nachbau, Ausleihen
2009 konnte ein fahrtüchtiger Nachbau erstellt werden, um mittels archäologischer Versuche die Gebrauchsweise und die Eigenschaften zu erforschen. Jedoch ist die Form des Bugs unbekannt, da er nicht mehr vorhanden war. Das Boot war geeignet, 14 Mann oder eine Tonne Güter mit zwei Ruderern zu transportieren.
2012 kam das Boot nach Perth, wo es über 80.000 Besucher in Augenschein nahmen. 2013 wurde es für fünf Jahre nach Glasgow ausgeliehen.